# Niewinny (utwór Iry)
Niewinny – utwór zespołu IRA pochodzący z pierwszej po siedmioletniej przerwie, płyty Tu i Teraz. Utwór znalazł się na ósmej pozycji na krążku, trwa 3 minuty i 38 sekund.
Brzmienie utworu utrzymane jest w mocnym rockowym klimacie, opartym na melodyjnych gitarowych riffach, jest to jeden z mocniejszych utworów znajdujących się na krążku. Tekst do utworu napisał Wojciech Byrski, natomiast kompozytorami są: Artur Gadowski, Wojciech Owczarek, Piotr Sujka, Zbigniew Suski oraz Mariusz Musialski.

## Muzycy
- Artur Gadowski – śpiew, chór
- Wojtek Owczarek – perkusja
- Piotr Sujka – gitara basowa, chór
- Zbigniew Suski – gitara elektryczna
- Wojtek Garwoliński – gitara